# Paul Albaladejo
Pour les articles homonymes, voir Albaladejo (homonymie).

a Compétitions nationales et continentales officielles uniquement.

b Matchs officiels uniquement.
Dernière mise à jour le 13 mai 2015.
Paul Albaladejo, né le 10 avril 1986 à Dax, est un joueur et entraîneur français de rugby à XV et de rugby à sept.
Après une courte carrière professionnelle à XV avec l'US Dax au poste d'ailier, il porte le maillot de l'équipe de France de rugby à sept de 2008 à 2015, évoluant en tant que demi d'ouverture. Il se reconvertit ensuite en tant qu'entraîneur dans le milieu du rugby à sept, tout d'abord en tant qu'adjoint auprès de l'équipe de France féminine, puis auprès de clubs.

## Biographie
Petit neveu de Pierre Albaladejo, Paul Albaladejo est né à Dax mais originaire de la région de Bidart. Alors que ses parents déménagent pendant deux années dans la région toulousaine, il joue ses premiers matchs de rugby à XV avec le Stade toulousain ; il évolue ensuite avec le Bidart UC et le Biarritz olympique, avant de rejoindre le club de sa ville de naissance, l'US Dax. Après avoir commencé une carrière professionnelle de rugby à XV dans les rangs de ce dernier club, il signe en 2010 un contrat fédéral avec la Fédération française de rugby, et joue alors sous les couleurs de l'équipe de France de rugby à sept. En mars 2015, son contrat avec la FFR n'est pas renouvelé.
À l’arrêt de sa carrière, il totalise dans le cadre des séries mondiales 891 points marqués dont 86 essais, se hissant alors à la 17e place des meilleurs marqueurs au niveau mondial et à la première du classement français,. Il est dépassé les saisons suivantes par de nombreux joueurs en activité, en particulier au niveau national par son coéquipier Terry Bouhraoua qui s'empare de sa première place du classement français.
Après sa retraite sportive professionnelle, Albaladejo intervient à plusieurs reprises en tant qu'entraîneur auprès de la réserve « Développement » de l'équipe de France féminine de rugby à sept en 2016, mais également en tant qu'adjoint pour l'équipe fanion en vue des Jeux olympiques.
En janvier 2017, il est officiellement entraîneur adjoint de l'équipe de France féminine de rugby à sept auprès de David Courteix ; il reste en poste jusqu'en juillet 2018.
En janvier 2020, il est nommé premier entraîneur du Monaco Rugby Sevens pour participer au Supersevens à partir de la première édition organisée le 1er février 2020. Pour la deuxième édition du Supersevens en 2021, il entraîne cette fois l'équipe à sept de l'ASM Clermont Auvergne ; les Jaunards se qualifient pour l'étape finale. Son aventure avec le club auvergnat est prolongée à l'intersaison 2022, pour une mission plus pérenne axée sur le développement du rugby à sept au sein de la structure de l'ASM Clermont.